# Eisten
Eisten (walsertyska: Eischtu) är en ort och kommun i distriktet Visp i kantonen Valais, Schweiz. Kommunen har 191 invånare (2023).